# Neukirchen (Sachsen bei Ansbach)

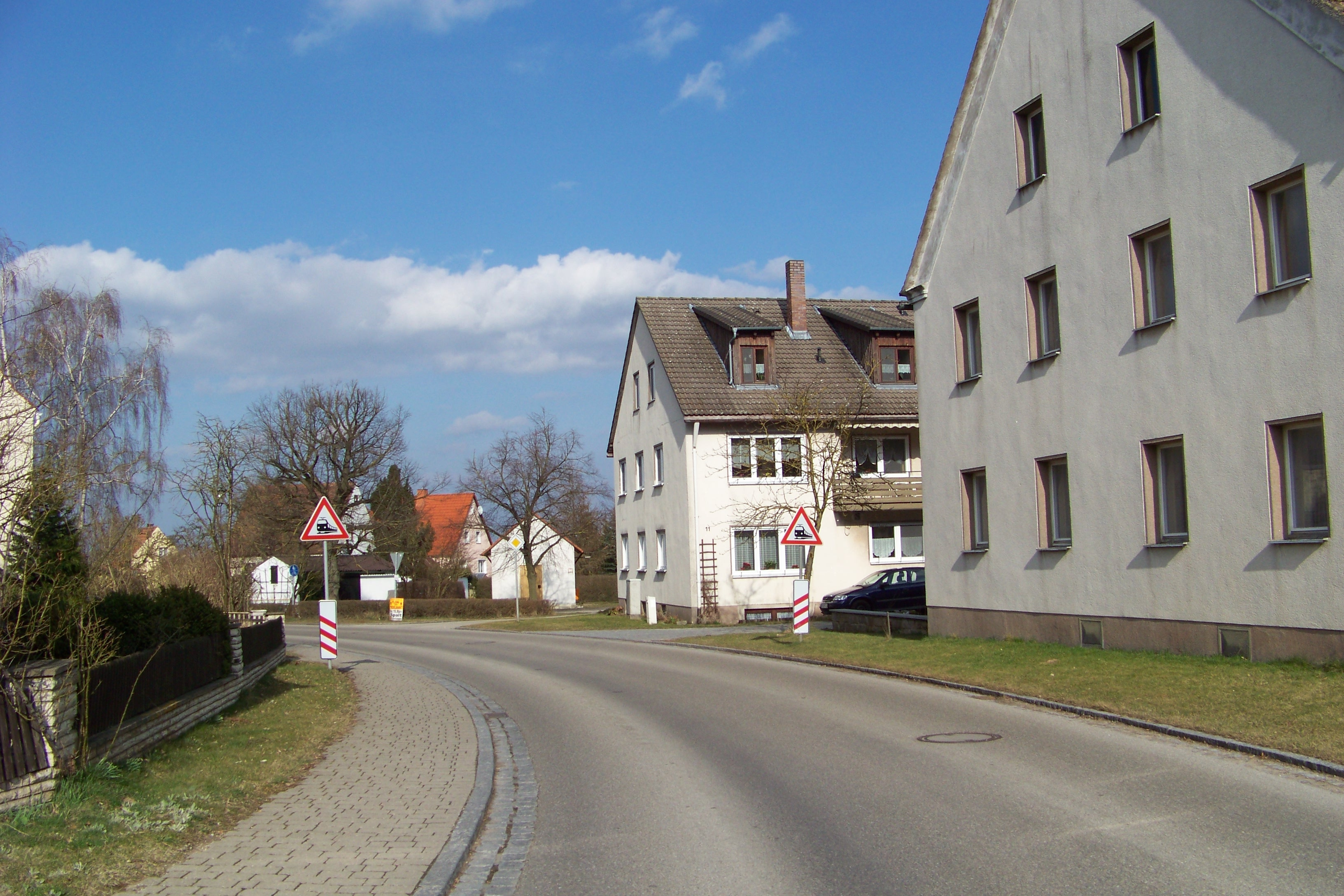
Neukirchen

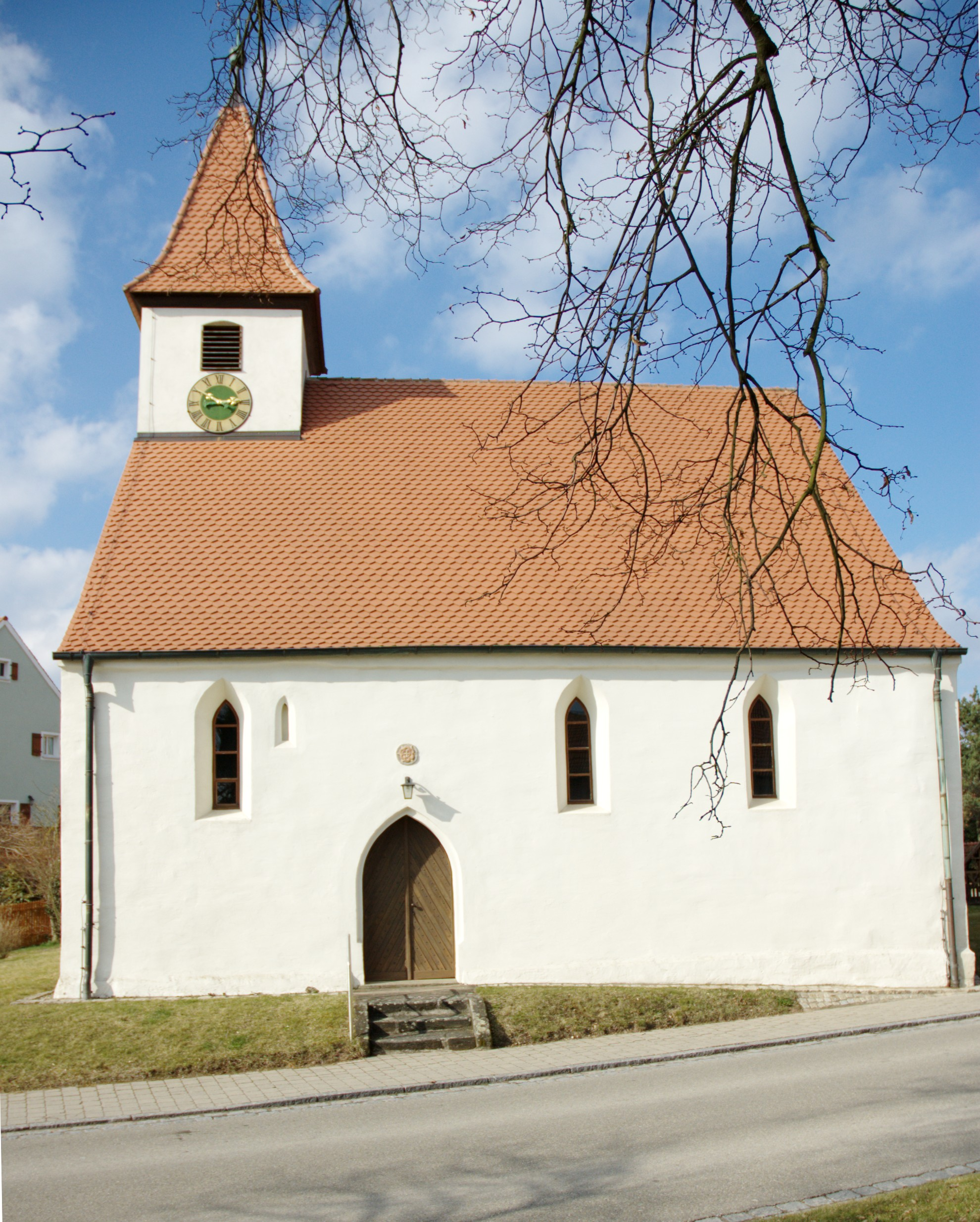
St. Peter und Paul

Neukirchen  (ⓘ, fränkisch: Nai-kirng) ist ein Gemeindeteil der Gemeinde Sachsen bei Ansbach im Landkreis Ansbach (Mittelfranken, Bayern). Neukirchen liegt in der Gemarkung Alberndorf.

## Geografie
Südwestlich des Kirchdorfes entspringt der Milmersbach. 0,5 km südwestlich liegt das Neukirchner Feld, 0,5 km südlich liegt die Winterleiten, 0,5 km östlich liegt das Milmersdorfer Holz. Unmittelbar westlich befindet sich die Katterbacher Kaserne mit Flugplatz. Die Kreisstraße AN 12 verläuft zur Bundesstraße 14 bei Katterbach (0,5 km nördlich) bzw. nach Sachsen (1,7 km südlich). Eine Gemeindeverbindungsstraße führt nach Hirschbronn (2 km südlich).

## Geschichte
Der Ort wurde im Würzburger Lehenbuch von 1303 als „Newenkirchen“ erstmals urkundlich erwähnt. Der Ortsname bedeutet Siedlung bei der neuen Kirche und lässt erkennen, dass der Ort eine Spätsiedlung ist. Wahrscheinlich wurde der Ort von Herren von Vestenberg angelegt. Er bestand ursprünglich aus drei Höfen. Unter dem 16. Abt Gamsfelder kaufte das Kloster Heilsbronn dort in den Jahren 1335/36 zwei Güter. Eines davon wurde dem Nonnenkloster Sulz für 52 Pfund Heller abgekauft. 1435 übernahmen die Herren von Eyb die Burg Vestenberg mit allen Zugehörungen, womit es auch Dorfherr über Neukirchen wurde.
Im 16-Punkte-Bericht des Klosteramts Heilsbronn aus dem Jahr 1608 wurden für Neukirchen 1 Bauer angegeben, der dem Klosterverwalteramt Heilsbronn unterstand. Die anderen Grundherren wurden nicht aufgelistet. Infolge des Dreißigjährigen Krieges verödete der Ort, wenngleich er nicht abgebrannt wurde. Die 3 Höfe des Stiftsamts Ansbach waren 1637 noch unbesetzt.
Laut der Amtsbeschreibung des Pflegamtes Lichtenau aus dem Jahr 1748 zählte der Ort zur Hauptmannschaft Sachsen. Es gab 11 Untertansfamilien, von denen 7 nürnbergisch waren.
Gegen Ende des 18. Jahrhunderts gab es in Neukirchen 12 Anwesen. Das Hochgericht übte das brandenburg-ansbachische Hofkastenamt Ansbach aus, die Dorf- und Gemeindeherrschaft hatte Vogtamt Vestenberg. Grundherren waren das Fürstentum Ansbach (Vogtamt Vestenberg: 2 Leerhäuser; Stiftsamt Ansbach: 1 Gut, 1 Gütlein; Klosterverwalteramt Heilsbronn: 1 Hof), die Reichsstadt Nürnberg (Pflegamt Lichtenau: 1 Halbhof, 2 Güter; Landesalmosenamt: 2 Höfe) und der Nürnberger Eigenherr von Zeltner (2 Güter). Neben den Anwesen gab es noch die Filialkirche und kommunale Gebäude (Hirtenhaus, Brechhaus). Es gab zu dieser Zeit 10 Untertansfamilien, von denen 5 ansbachisch waren. Von 1797 bis 1808 unterstand der Ort dem Justiz- und Kammeramt Ansbach.
Im Rahmen des Gemeindeedikts wurde Neukirchen dem 1808 gebildeten Steuerdistrikt Katterbach und der 1811 gegründeten Ruralgemeinde Katterbach zugeordnet. Mit dem Zweiten Gemeindeedikt (1818) wurde der Ort nach Eyb umgemeindet. Am 30. September 1827 wurde Neukirchen in die neu gegründete Ruralgemeinde Alberndorf umgemeindet. Diese wurde am 1. Januar 1972 im Zuge der Gebietsreform in Bayern in die Gemeinde Sachsen eingegliedert.

### Baudenkmäler
- Evangelisch-lutherische Filialkirche St. Peter und Paul der Pfarrei Sachsen. Im 14. Jahrhundert wurde eine Kirche errichtet, von der noch der kurz vor 1929 restaurierte gotische Saalbau übrig geblieben ist. Das ursprüngliche Patrozinium lautete auf die Apostel Simon und Judas und wurde später auf Peter und Paul geändert. Die Emporen an der Nord- und Westseite wurden im 18./19. Jahrhundert auf toskanischen Holzsäulen errichtet.[21]
- Grenzsteine: Fraischsteine der ehemaligen nürnbergischen Pflegschaft Lichtenau; wohl frühes 18. Jahrhundert: hohe Sandsteine mit satteldachartigem Abschluss und nürnbergischem Wappenrelief[21]
  - am Wege von Neukirchen nach Sachsen im Walde (Wappen durch Beschuss beschädigt)
  - östlich von Neukirchen südlich der Bahnlinie Katterbach–Wicklesgreuth

### Einwohnerentwicklung
| Jahr      | 001818 | 001840 | 001861 | 001871 | 001885 | 001900 | 001925 | 001950 | 001961 | 001970 | 001987 |
| Einwohner | 90     | 97     | 99     | 96     | 96     | 89     | 100    | 119    | 109    | 108    | 76     |
| Häuser    | 13     | 14     |        |        | 15     | 17     | 16     | 18     | 19     |        | 21     |
| Quelle    | [ 23 ] | [ 24 ] | [ 25 ] | [ 26 ] | [ 27 ] | [ 28 ] | [ 29 ] | [ 30 ] | [ 31 ] | [ 32 ] | [ 1 ]  |

## Religion
Der Ort ist seit der Reformation evangelisch-lutherisch geprägt und nach St. Alban (Sachsen bei Ansbach) gepfarrt. Die Einwohner römisch-katholischer Konfession sind nach St. Ludwig (Ansbach) gepfarrt.